# استیون دانهام
استفن دانهام (انگلیسی: Stephen Dunham؛ ۱۴ سپتامبر ۱۹۶۴ – ۱۴ سپتامبر ۲۰۱۲) یک هنرپیشه، و بازیگر سینما اهل ایالات متحده آمریکا بود. وی بین سال‌های ۱۹۹۰ تا ۲۰۱۲ میلادی فعالیت می‌کرد.
از فیلم‌ها یا برنامه‌های تلویزیونی که وی در آن نقش داشته است می‌توان به مومیایی اشاره کرد.